# Era Quhila
Era Quhila is een stuwmeer in de Inderta woreda van Tigray in Ethiopië. De aarden dam werd gebouwd in 1997 door het the Tigray Bureau of Agriculture and Natural Resources.

## Eigenschappen van de dam
- Lengte: 180 meter
- Breedte van de overloop: 15 meter
- Oorspronkelijke capaciteit: 1 185 000 m³

## Irrigatie
- Gepland irrigatiegebied: 87 hectare
- Effectief irrigatiegebied in 2002: 25 hectare

## Omgeving
Het stroomgebied van het reservoir is 12,86 km² groot, met een omtrek van 14 km en een lengte van 4550 meter. Het reservoir ondergaat snelle sedimentafzetting.  De gesteenten in het bekken zijn Schiefer van Agula en Doleriet van Mekelle. Een deel van het water gaat verloren door insijpeling; een positief neveneffect hiervan is dat dit bijdraagt tot het grondwaterpeil.